# Bahnhof Langelsheim

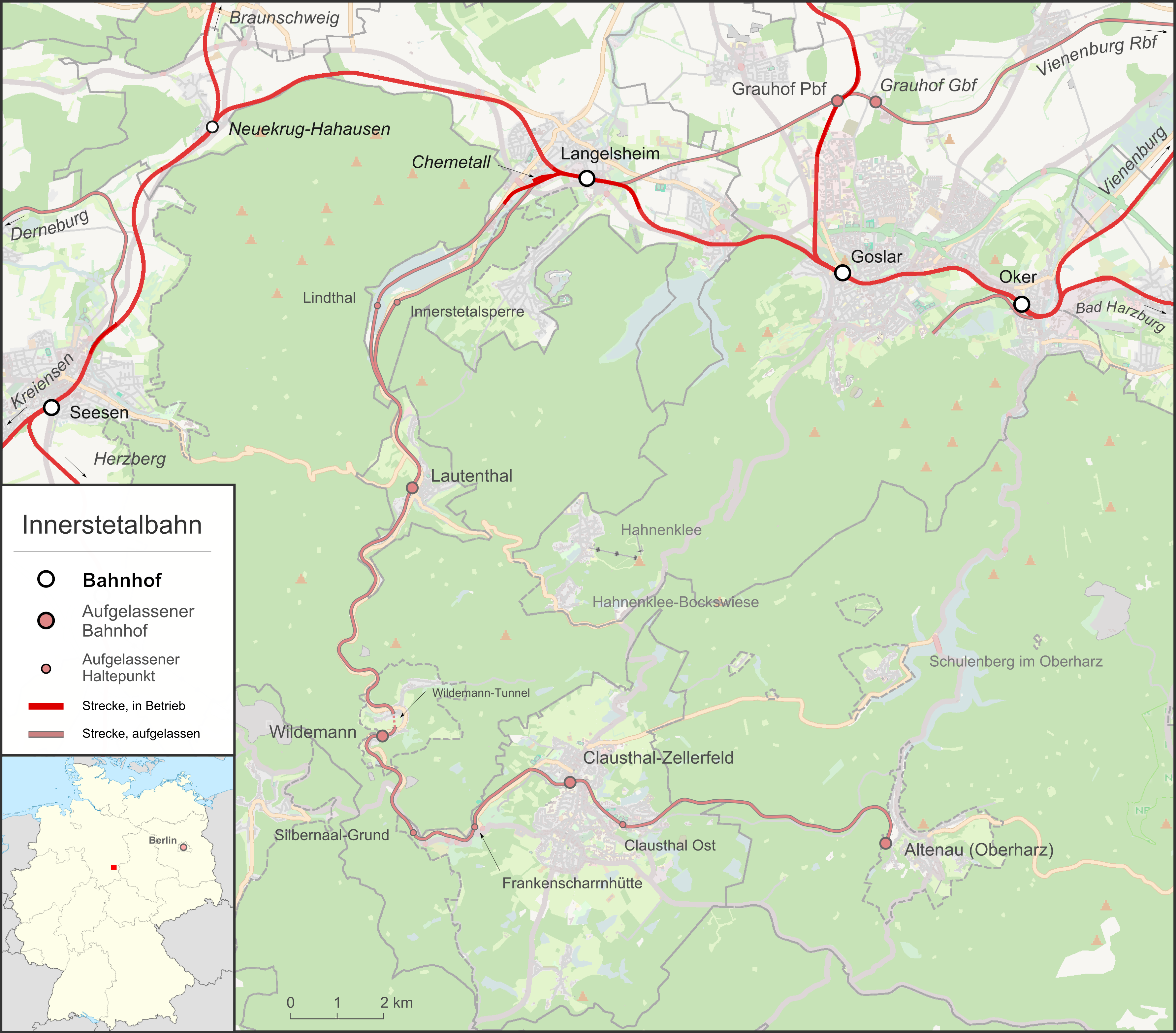
Oberharzbahn und Eisenbahnnetz um Langelsheim

Der Bahnhof Langelsheim ist eine Betriebsstation an der Bahnstrecke Neuekrug-Hahausen–Goslar in der Stadt Langelsheim (Landkreis Goslar, Niedersachsen). Der Bahnhof Langelsheim war bis 1976 Trennungsbahnhof für die Innerstetalbahn zum Bahnhof Clausthal-Zellerfeld. Zudem zweigte hier die Bahnstrecke Langelsheim–Vienenburg ab.
Der heutige Zwischenbahnhof ist die letzte Eisenbahnzugangsstelle im Stadtgebiet von Langelsheim. Anfang der 2020er-Jahre wurden die Passagieranlagen vollständig neugebaut.

## Lage
Der Bahnhof liegt südöstlich von Langelsheim direkt westlich der Kreisstraße K 35 nach Wolfshagen im Harz; südlich verläuft die Ortsumgehung Langelsheim, die autobahnähnliche Bundesstraße 82.

## Aufbau
Die Gleise 1 und 2 sind die Durchgangsgleise der Nordharzstrecke. Das Gleis 9 war früher Trennungsgleis der Innerstetalbahn und dient heute als Zuführungsgleis im Güterverkehr. Der Chemiepark Langelsheim und das Unternehmen Holz-Reimann aus Bad Harzburg werden mit Gleisanschlüssen bedient. Die Gleise der Bahnstrecke Langelsheim–Vienenburg sind vollständig zurückgebaut.

### Stellwerke
Die mechanischen Stellwerke Lmf, Lw und Lof der Bauart Jüdel wurden im Jahr 1910 eröffnet. Das Fahrdienstleiter-Stellwerk Lmf ging bereits zwischen 1979 und 1982 außer Betrieb. Die beiden verbliebenen Stellwerke wurden im Oktober 2023 stillgelegt, um am 21. Oktober 2023 das aus Göttingen ferngestellte ESTW in Betrieb zu nehmen. Dabei wurde die Weichenverbindung im Ostkopf zwischen den durchgehenden Hauptgleisen stillgelegt und der Bahnhof in einen Haltepunkt mit Ausweichanschlussstelle umgewandelt. Die Formsignale wurden entfernt und durch ein Ks-Blocksignal je Richtung ersetzt.
Außerdem wurden die Strecken nach Goslar und Neuekrug-Hahausen zur Bedienung der Awanst auf Gleiswechselbetrieb umgerüstet.

## Geschichte

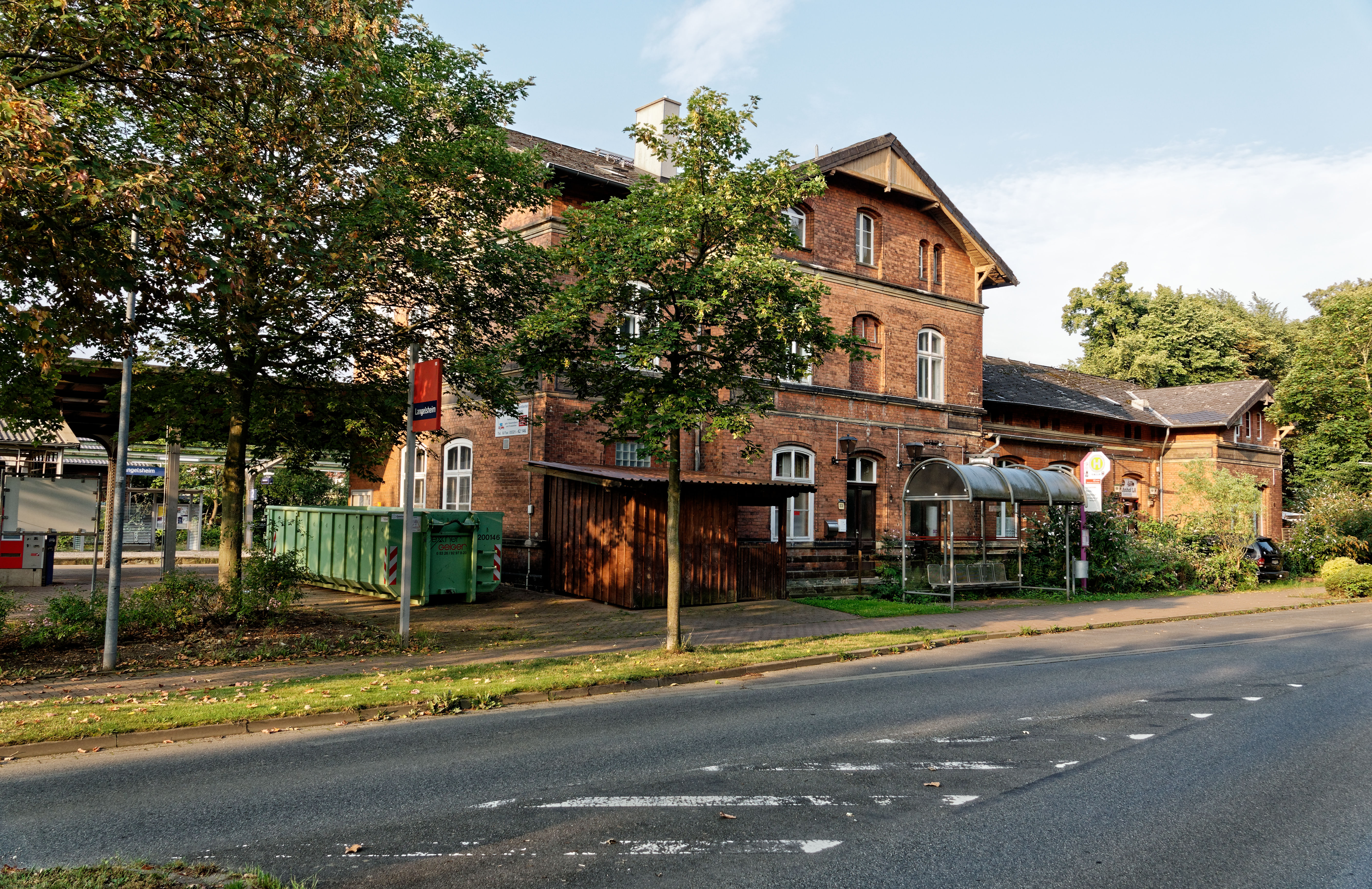
Historisches Empfangsgebäude, 2020

Die Magdeburg-Halberstädter Eisenbahngesellschaft (MHE) verhandelte seit 1871 über den Bau einer Bahnstrecke in den Oberharz; im Mai 1874 begann man mit dem Bau. Als erstes wurde 1875 ausgehend vom Rangierbahnhof Vienenburg der MHE aus über Grauhof und Langelsheim (Bahnstrecke Vienenburg–Langelsheim) der Abschnitt bis Lautenthal in Angriff genommen und bereits am 25. Oktober 1875 für den Güter- und am 15. November 1875 für den Personenverkehr in Betrieb genommen, der 1877 bis Clausthal verlängert wurde (Bahnstrecke Langelsheim–Altenau).
An die MHE in Langelsheim war am 15. September 1877 eine Zweigstrecke der Braunschweigischen Eisenbahn-Gesellschaft nach Neuekrug-Hahausen angeschlossen worden, die dem Ost-West-Güterverkehr von Halberstadt nach Kreiensen den Umweg über Salzgitter-Ringelheim ersparte. Diese Bahngesellschaft baute auch eine Verlängerung nach Goslar, die am 1. Mai 1883 eröffnet wurde (Bahnstrecke Neuekrug-Hahausen–Goslar). Ca. 1884–1885 wurde das Bahngelände ca. 3–5 m hoch angeschüttet, um „verlorene Steigungen“ im Anschluss an den Bahnhof zu mildern (Kohleersparnis!). Seitdem lief der Güterverkehr über die flachere Strecke durch Grauhof, während der Personenverkehr über Goslar führte. Daneben wurde der örtliche Güterverkehr in Langelsheim, Herzog Juliushütte und Goslar bedient.
Die ältere Güterbahn über Grauhof verlor durch die deutsche Teilung bereits 1954 den Verkehr. 1976 wurde dann im bundesweiten Nebenbahnsterben auch die Innerstetalbahn aufgegeben, nachdem sie erst 1964 aufwändig im Bereich des Innerste-Stausees neu trassiert worden war. Als Werksanschlussgleis bis zum Betonwerk blieb die alte tallägige Trasse erhalten. In Langelsheim verblieben nur die jüngeren Strecken nach Goslar im Osten und Seesen über Neuekrug-Hahausen im Westen.
Der Güterbahnhof wird 2000–2020 im Wesentlichen zur Bedienung der Chemiewerke sowie zur Holzabfuhr, meist durch private Güterbahn-EVU, genutzt. Das südliche Umfahrungsgleis kann durch den vergrößerten Abstand der Gleisachse von Resten der gesperrten Bahnsteigkante für Lademaß-überschreitende (LÜ) Bahntransporte genutzt werden. Der ca. 1,5 km westlich des Bahnhofes gelegene Anschluss MSW („Mitteldeutsche Sprengstoffwerke“) wurde etwa 2010 stillgelegt, nachdem Transporte der 2K-Sicherheitssprengmittel auf LKW verlagert worden waren. Im März 2010 entgleiste ein mit flüssigem Butadien beladener Kesselwagen im Bahnhof. Das Bahnhofsumfeld musste für rund einen Tag evakuiert werden.

### Zustand von 1990 bis 2021
Der Personenbahnhof war seit 1990 zusehends marode, der enge Fußgänger-Zugangstunnel von der Wendeplatte Bahnhofsstraße (alt) wurde verschlossen, und nach Abbruch des nördlichen „Vienenburger“ Bahnhofsteiles die Bahnhofsstraße durchgängig neu verlegt. Die Brücke über die Kreisstraße 35 (Wolfshagener Straße) am Ostende des Bahnhofes wurde als WiB-Konstruktion neu gebaut, die Brücken der Vienenburger Strecke sowie der Anschlussbahn Frau-Sophien-Hütte / Kalkwerk ersatzlos entfernt. Der Bahnhof war bis 2021 nicht barrierefrei, die Fußgänger-Unterführung zum Mittelbahnsteig musste zwischenzeitlich durch Stahlträger-Stempel abgestützt werden ähnlich dem früheren Fußgängertunnel im Bahnhof Oker vor dessen Neubau. 2013 wurde das Dach der Bahnsteigüberdachung auf dem Mittelbahnsteig 2/9 aufgrund von Baufälligkeit abgerissen. Als Ersatz wurde ein Wartehäuschen aufgestellt, die Eisenträger der nun zwecklosen Bahnüberdachung blieben bestehen. 2016 wurde die Änderung des Bahnhofes in eine „Ausweich-Anschlussstelle“ durch Ausbau der Weichen 53 und 55 vom Eisenbahn-Bundesamt (EBA) vor dem Hintergrund der Einführung der ESTW genehmigt.

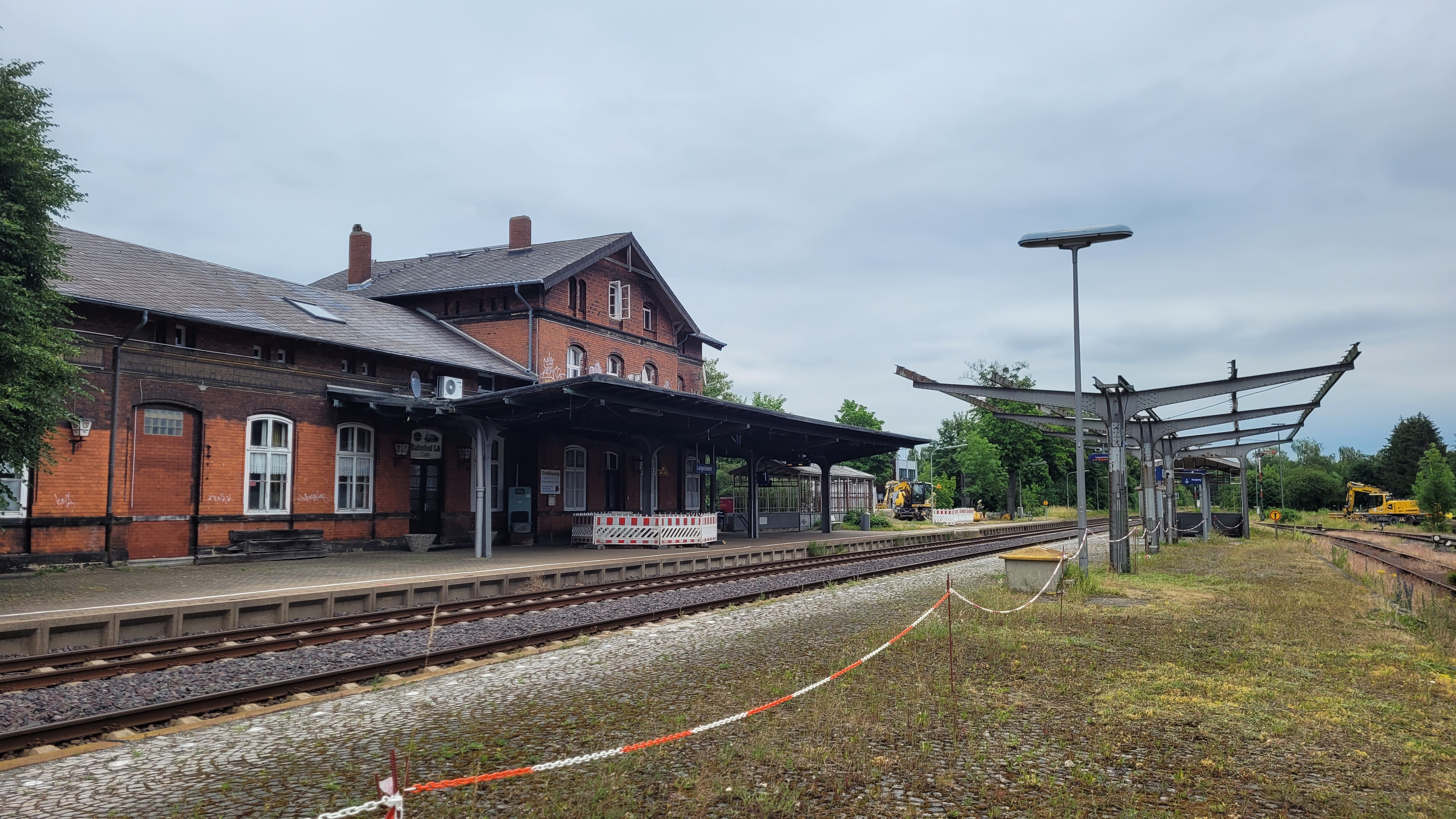
Blick auf den Mittelbahnsteig und das Bahnhofsgebäude nach Nordosten, Juni 2021, mit ersten Baggern im Hintergrund
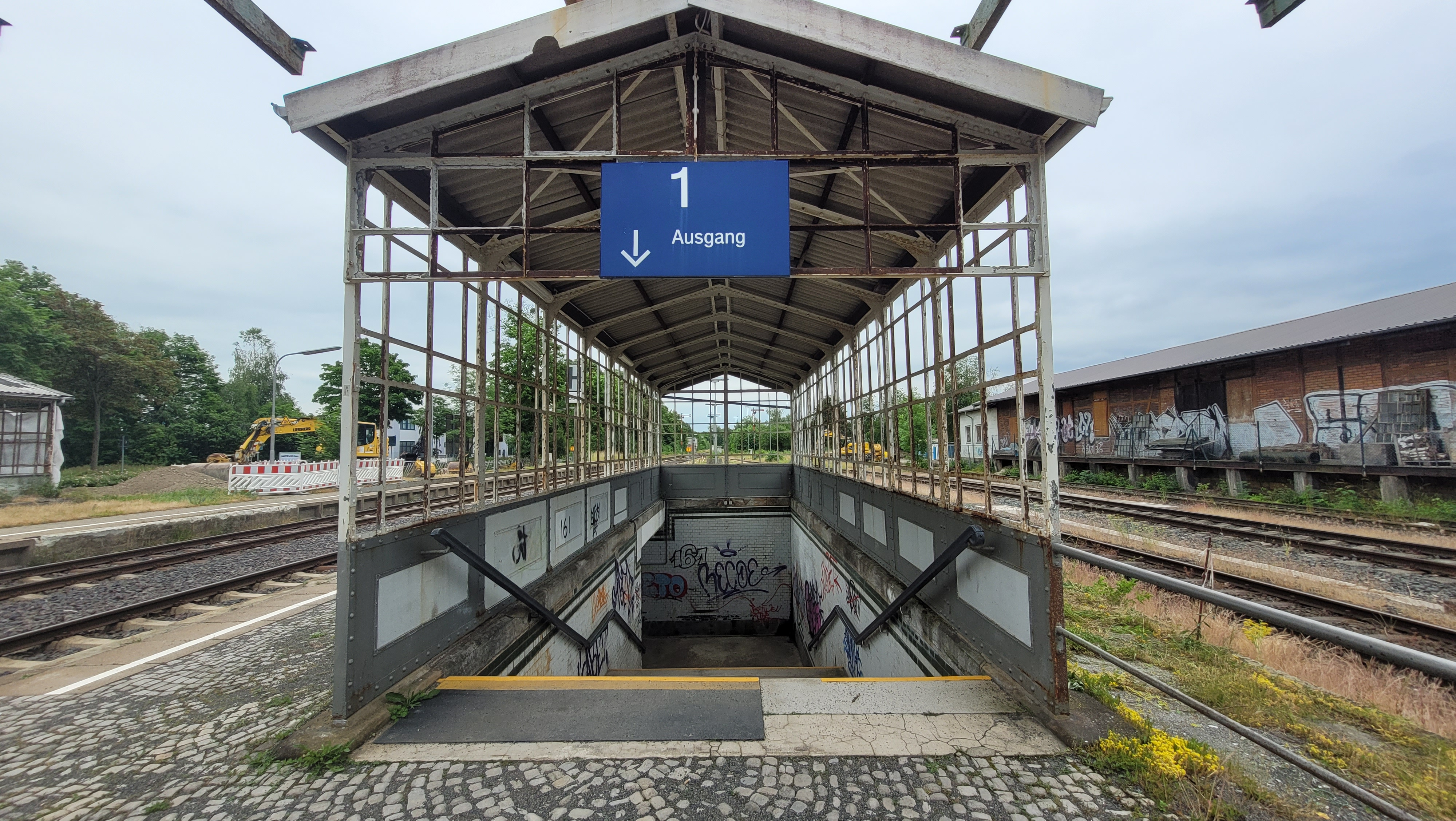
Historischer Unterführungseingang auf dem Gleis 2, zu diesem Zeitpunkt wurde sie noch genutzt.
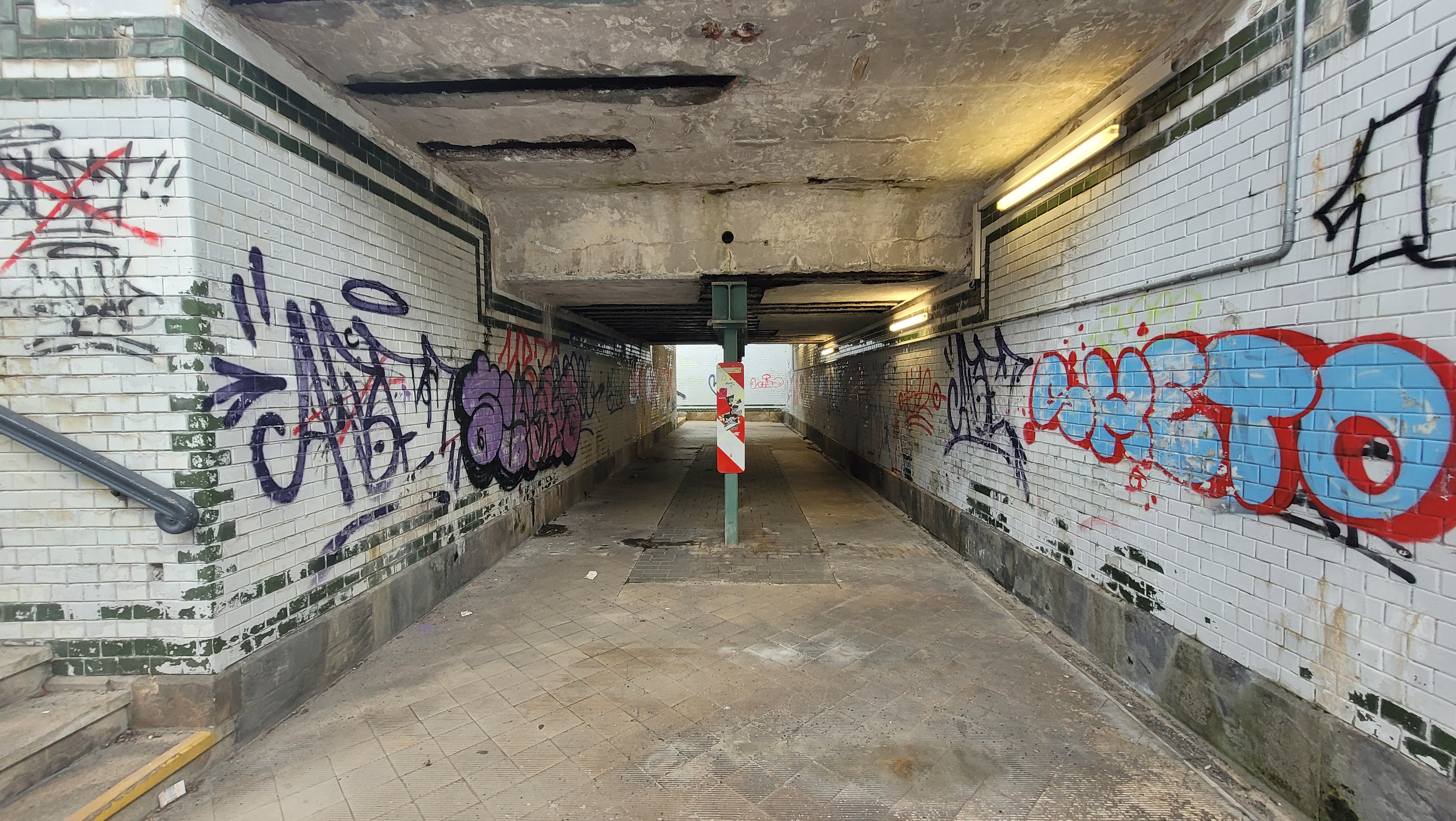
Ehemalige Unterführung mit Blick zum Hausbahnsteig, mit Stahlträger-Stempeln

### Sanierung

#### Planung und Genehmigung

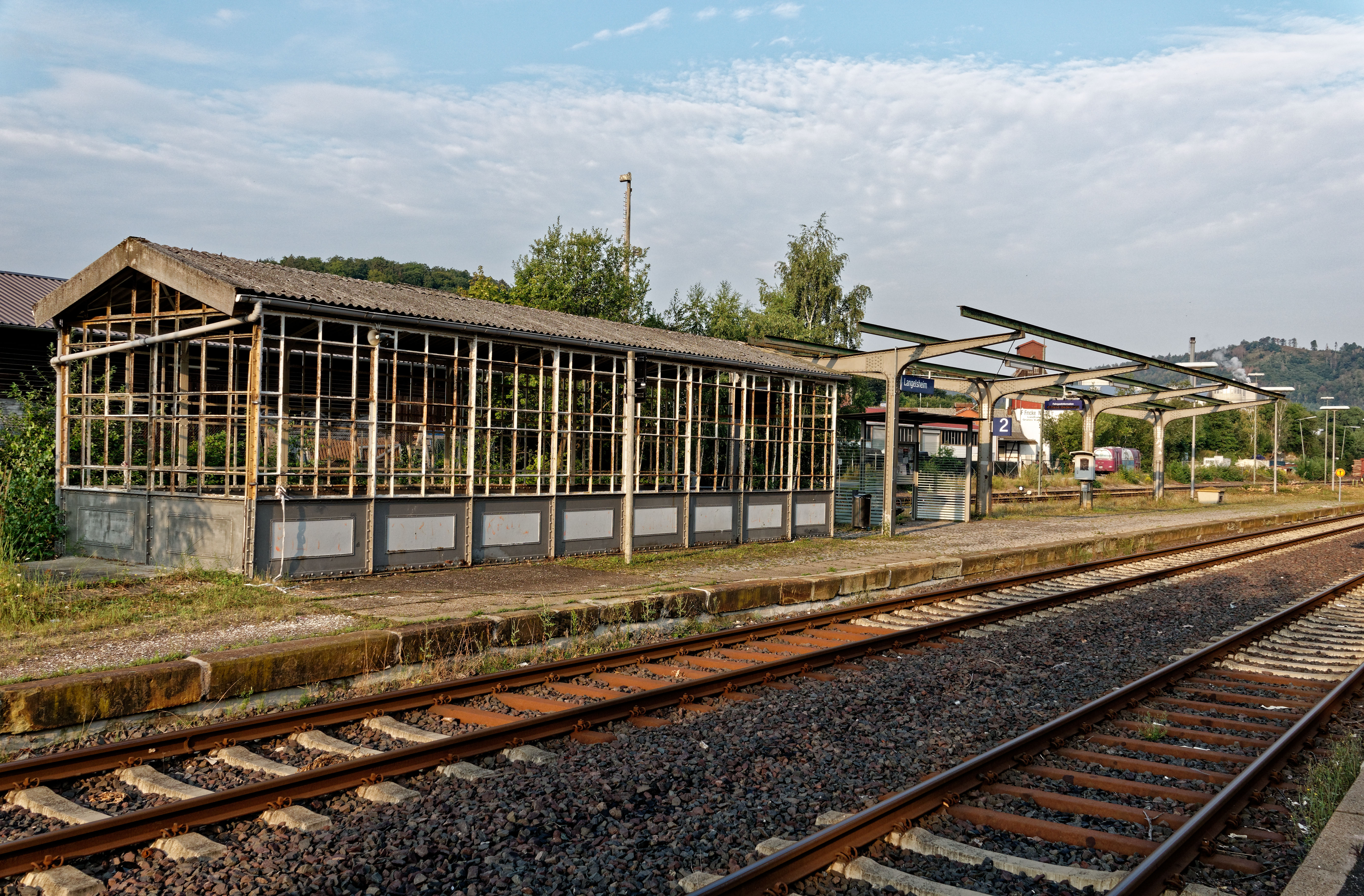
Der Mittelbahnsteig im Jahr 2020. Die Einhausung und die teils zurückgebaute Bahnsteigüberdachung waren zu dieser Zeit Gegenstand eines Planungskonflikts.

Ende 2014 kündigte der Zweckverband Großraum Braunschweig (später: RGB) einen Neubau der Passagieranlagen am gleichen Standort mit geschätzten Mitteln in Höhe von rund 3,8 Millionen Euro an. Im Vorfeld wurde die Stilllegung des alten Standorts im Personenverkehr und ein Neubau südöstlich der Harzstraße durch ein Ingenieursbüro untersucht. Diese wurde aufgrund zu erwartender hoher Kosten für einen Neubau der Bahnhofsperipherie bei geringem errechneten Nachfragezuwachs abgelehnt.
Im Jahr 2016 wurde der Bahnhof Langelsheim zur Finanzierung eines barrierefreien Neubaus in das Förderprogramm Zukunftsinvestitionsprogramm (ZIP) aufgenommen. Geplant war ursprünglich ein Abschluss der Bauarbeiten im Jahr 2018 bei Baukosten von rund 4,3 Millionen Euro (Stand: 2017).
Ende 2017 musste die Verzögerung des Baubeginns aufgrund fehlender Genehmigungen bekannt gegeben werden. Die Finanzierung des Neubaus aus dem ZIP war bedroht.
- Für den Neubau wurde zunächst ein Plangenehmigungsverfahren angestoßen, das insbesondere bei konfliktarmen Baumaßnahmen Anwendung findet. Dieses scheiterte an der nicht erfolgten Zustimmung aller Anwohner. Die DB Netz reichte daraufhin beim Eisenbahn-Bundesamt einen Antrag auf Planfeststellung ein.[8] Am 18. November 2020 erging durch das EBA, Dienststelle Hannover, der Planfeststellungsbeschluss für die Modernisierung und barrierefreien Umbau des restlichen Bahnhofes.[13]
- Die Planung sah im Jahr 2017 den Abriss der Einhausungen und der alten Unterführung vor. Diese stand im Konflikt zur Auffassung der Denkmalschutzbehörde, die beide Anlagen als schützenswert bewertete. Infolgedessen war eine Einigung nötig.[11] Mit dem Hintergrund des Denkmalschutzes blieben die Einhausungen erhalten und sollen als Passagieranlage genutzt werden, im Gegenzug bewilligte die Denkmalschutzbehörde den Abriss der bereits vor der Sanierung in Teilen demontierten Bahnsteigüberdachung am Gleis 2/9.

#### Durchführung
Ab dem 17. Juni 2021 startete das Projekt zum barrierefreien Umbau und Modernisierung des Bahnhofs Langelsheim offiziell, die Bauarbeiten begannen vier Tage später. Die alten Haus- und Mittelbahnsteige wurden komplett abgerissen und mit 140 Metern Länge sowie 55 Zentimetern Höhe neu errichtet. Die alte Unterführung war letztmals am 8. April 2022 für den öffentlichen Verkehr zugänglich. Zwischen dem 8. und 11. April 2022 wurde die Bahnstrecke Neuekrug-Hahausen–Goslar gesperrt. In diesem Zuge wurde die alte Unterführung stillgelegt und die moderne, in ihrer Führung weiter östlich gelegene Unterführung mit neuem Tunnel in Betrieb genommen. Für die Maßnahmen wurden im Juni 2021 ca. 6,3 Millionen Euro eingeplant.
Die Eröffnung der beiden Aufzüge erfolgte zu einem späteren Zeitpunkt im Jahr 2022. Ebenfalls wurden unter anderem neue Beleuchtungsanlagen und weitere Umgebungselemente errichtet. Die Bahnsteigüberdachung am Gleis 1 wurde saniert.
Die barrierefreien Anlagen wurden am 18. Oktober 2022 in Betrieb genommen. Für den Umbau des Bahnhofs wurden 6,7 Millionen Euro investiert.
Die beiden denkmalgeschützten Überdachungen der alten Unterführungen wurden in ihrer Funktion, gemäß der Einwilligung durch die Denkmalschutzbehörde, zu Wartegebäuden umgewandelt. Ihre Eröffnung erfolgt zu einem späteren Zeitpunkt.

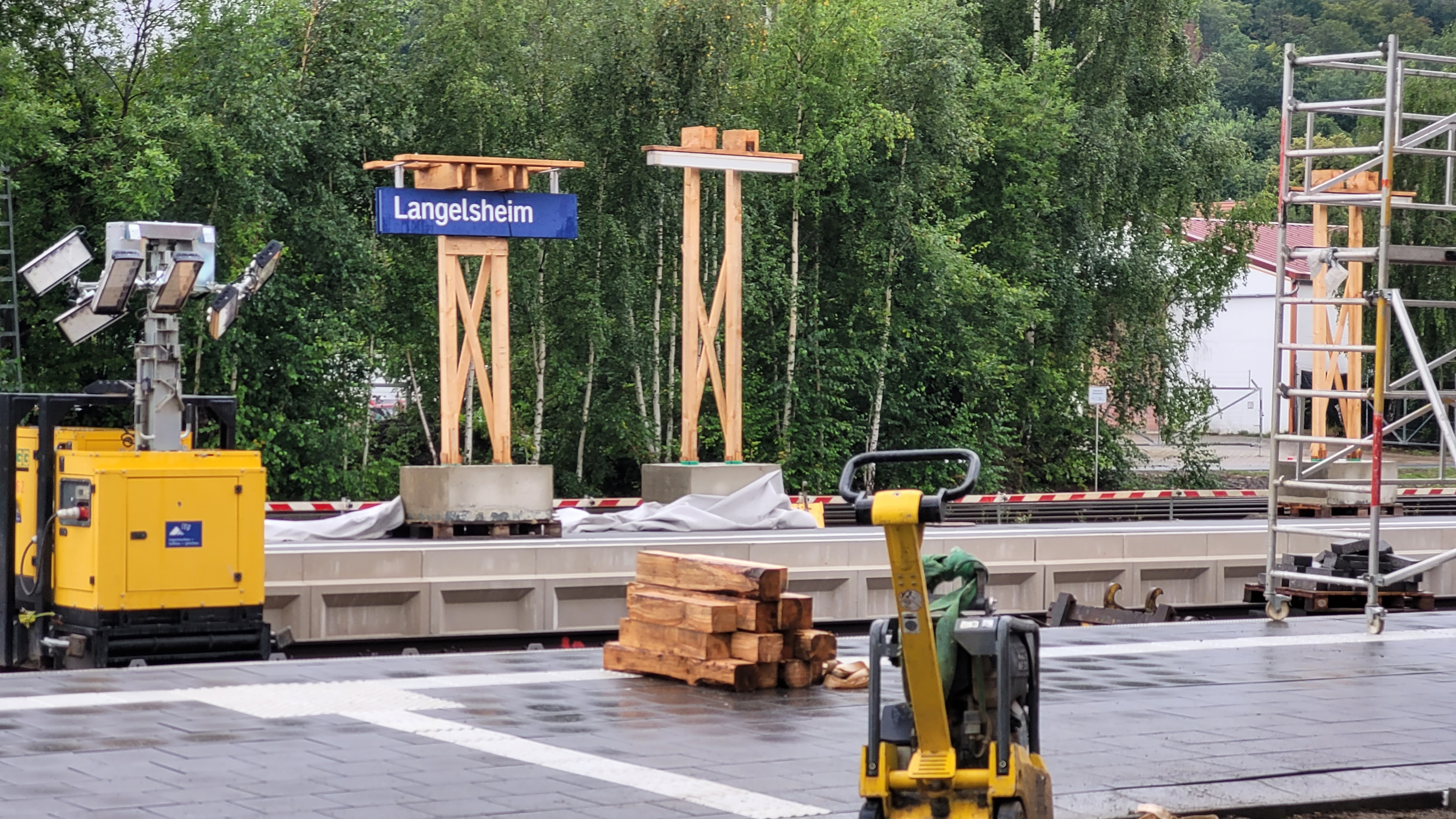
Der erneuerte Mittel- und Hausbahnsteig, August 2021.
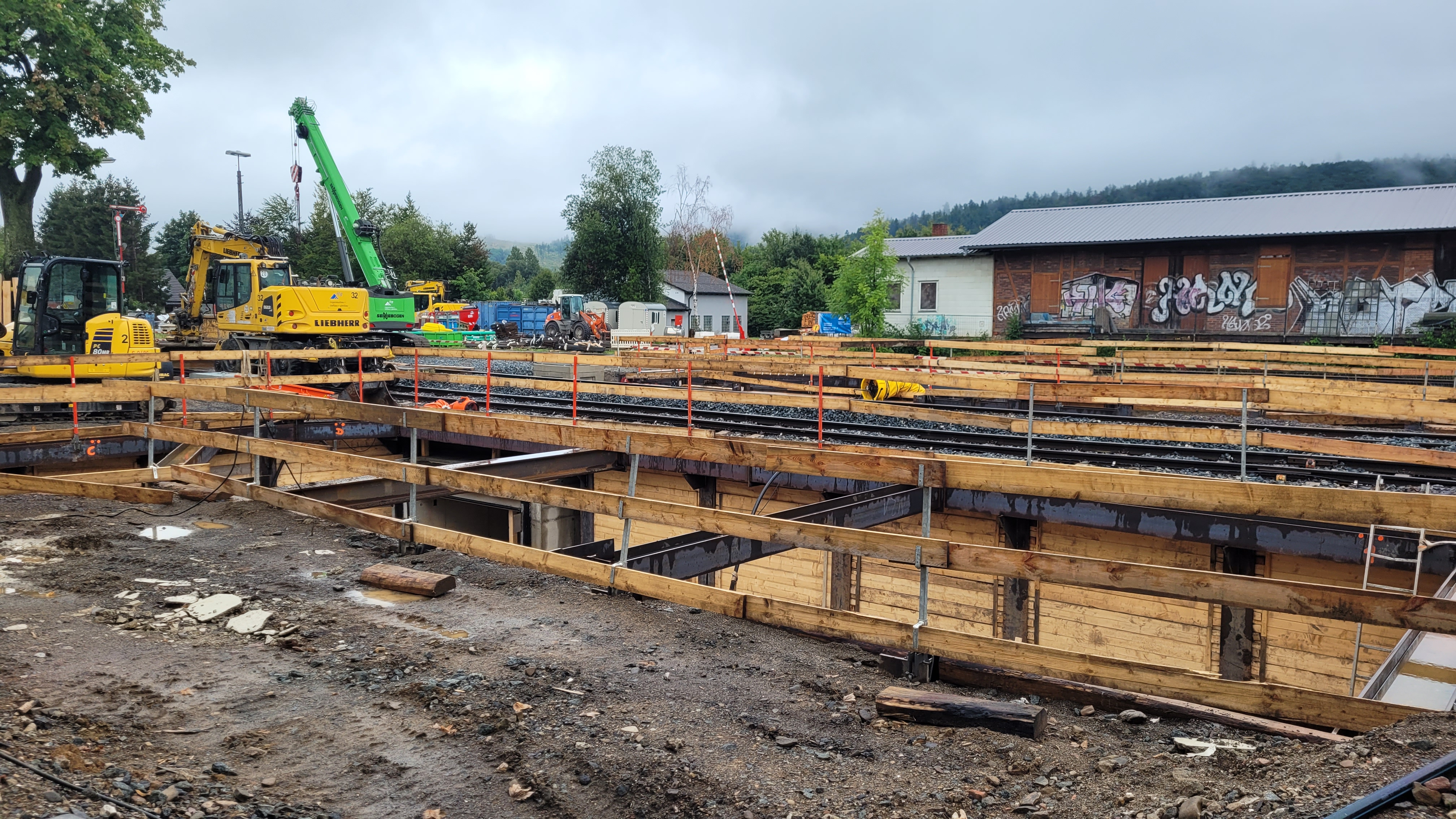
Offenliegender Rohbau der neuen Bahnunterführung, August 2021.
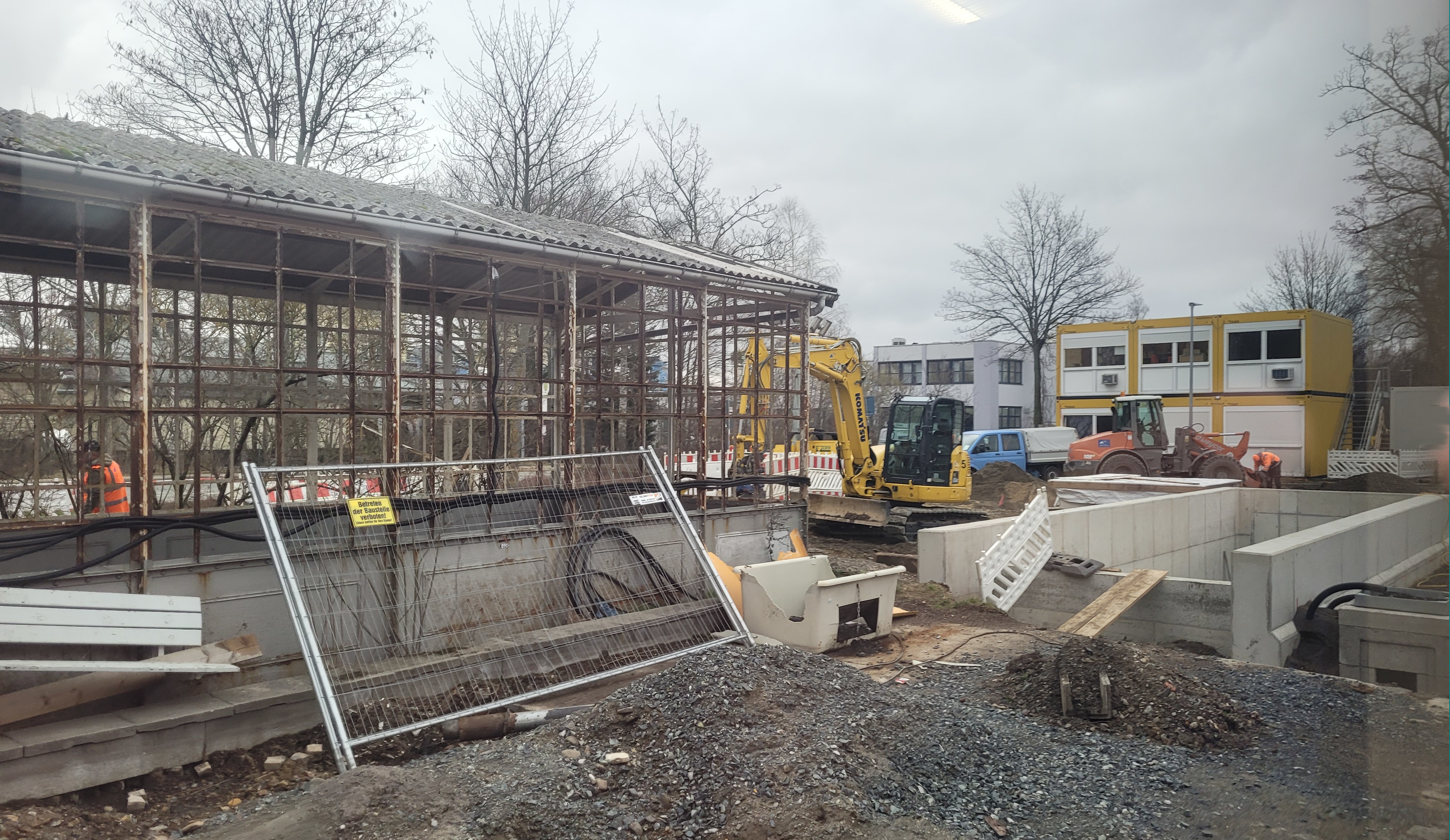
Rohbau der Gleisunterführung (im Bild rechts), Januar 2022.
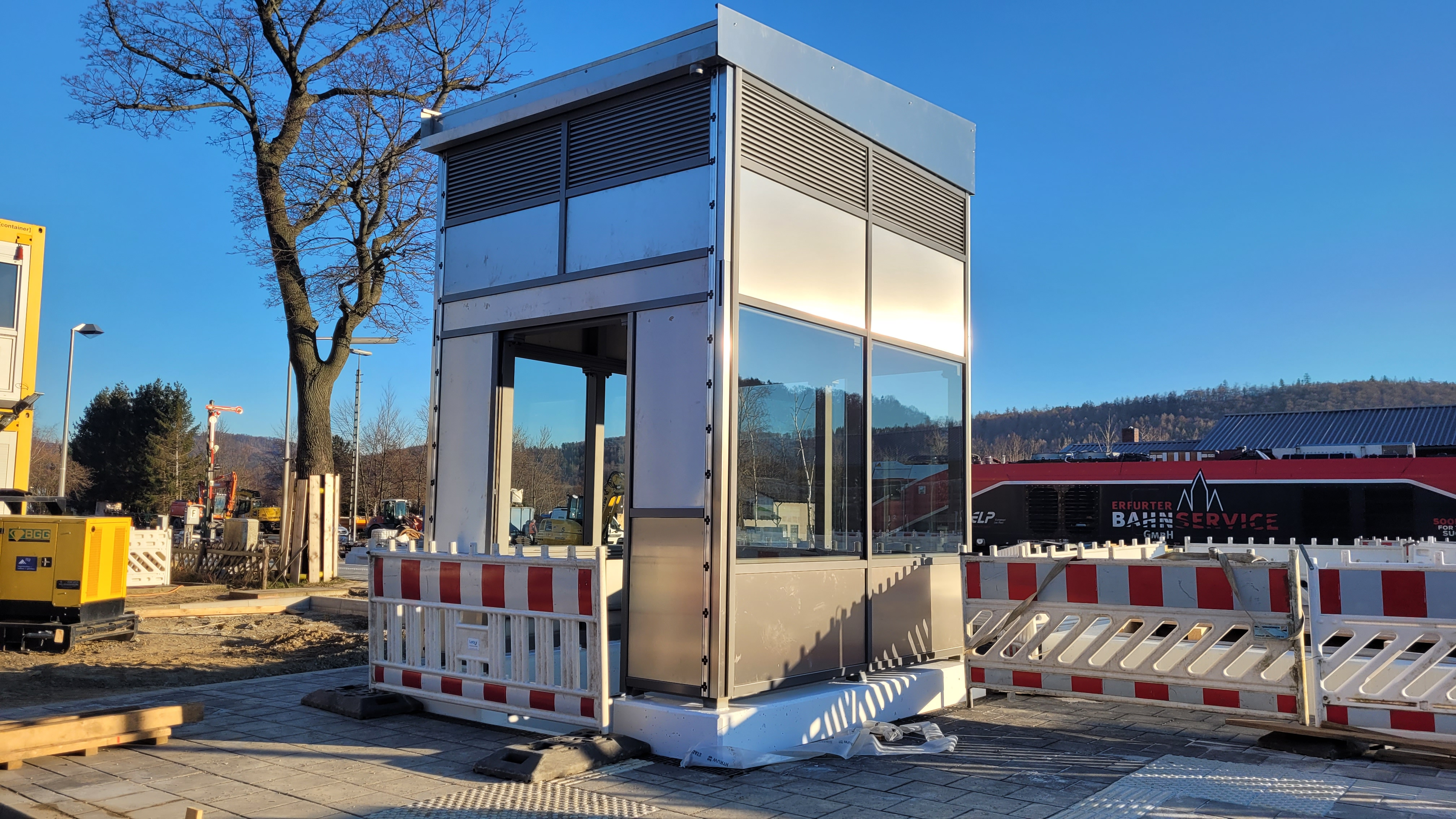
In Bau befindlicher Aufzug am Gleis 1, März 2022.
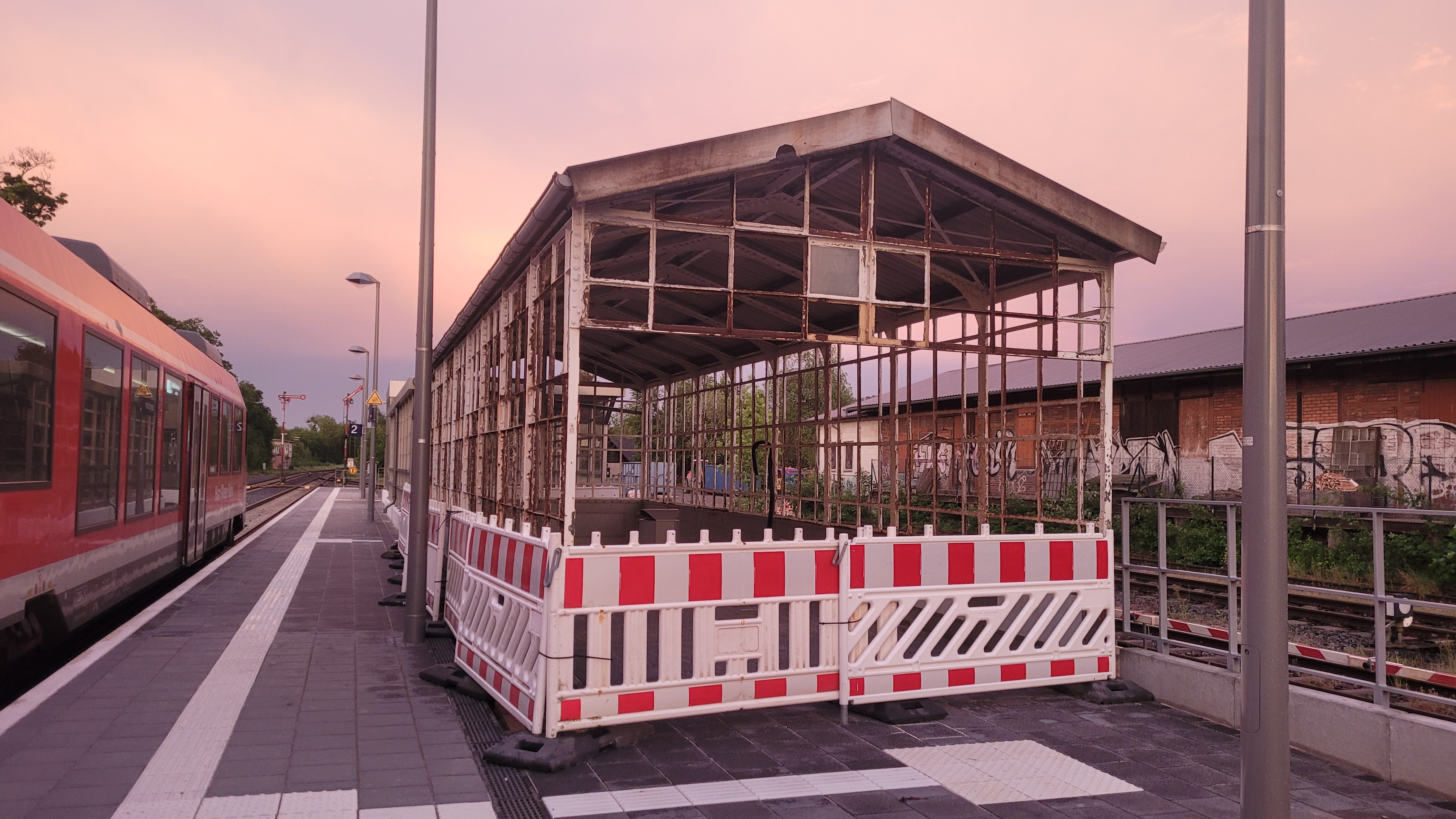
Die alte Bahnunterführung am Gleis 2 einen Monat nach ihrer Stilllegung, Mai 2022.

### Denkmalschutz

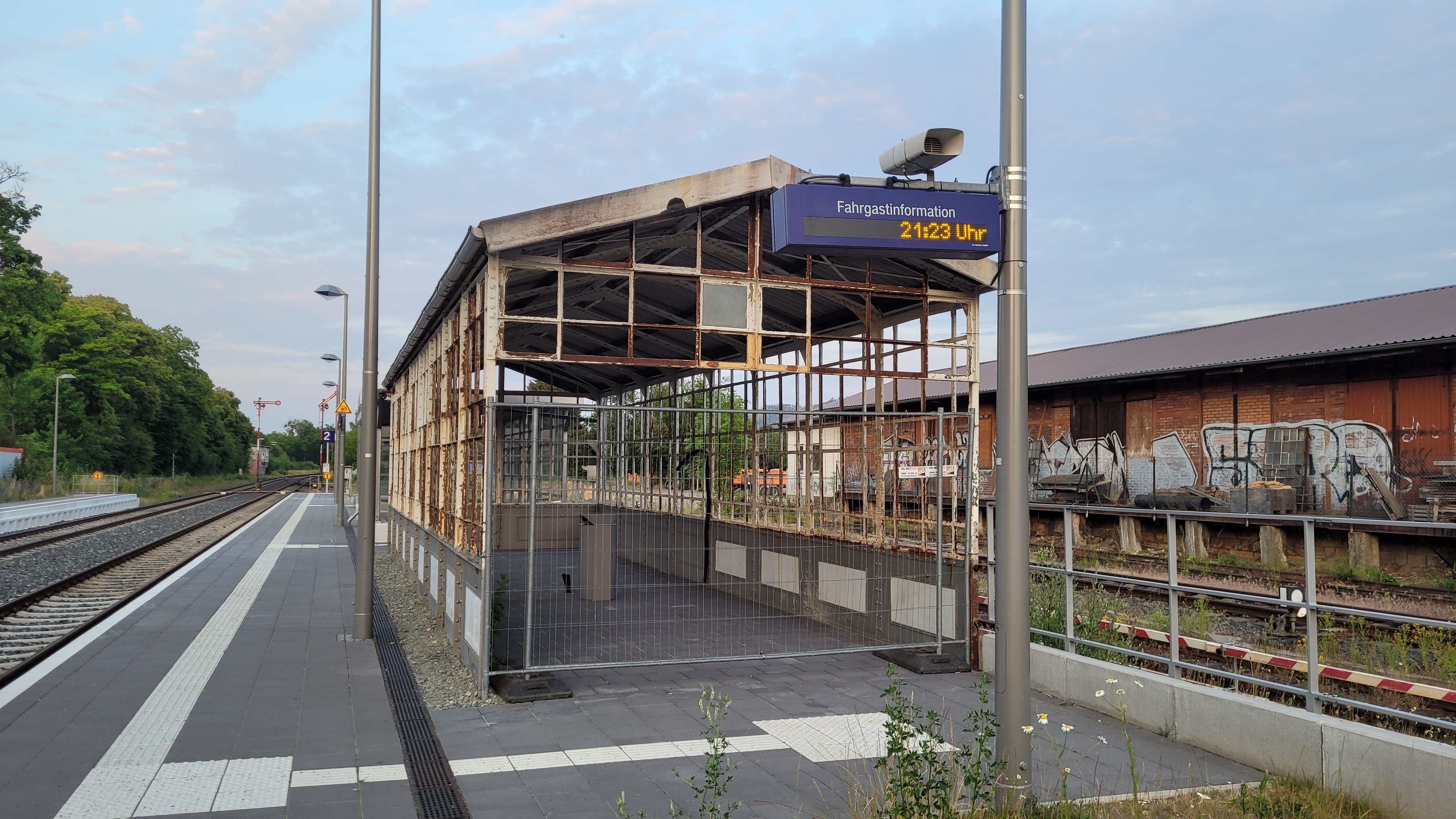
Unter Schutz stehende Überdachung auf der Südseite im Umbau, Juni 2023

Das historische Empfangsgebäude und die Einhausungen der alten Bahnunterführung am Haus- und Mittelbahnsteig stehen unter Denkmalschutz. Der Landkreis Goslar begründete im Jahr 2017 die Schutzwürdigkeit der Einhausungen mit einem „Zeugnis- und Schauwert für die Wirtschafts- und Technikgeschichte“. Zudem begründe die Seltenheit der verglasten Eisenkonstruktion ihren Schutz. Das gleiche Modell befindet sich unter anderem im Bahnhof Goslar und als Ruine im Bahnhof Neuekrug-Hahausen.
Auch die historischen Bahnsteigüberdachungen und die Bahnsteigunterführung standen oder stehen unter Denkmalschutz. Die Bahnunterführung konnte nicht weiter genutzt werden und wurde mit Genehmigung durch die Denkmalschutzbehörde abgerissen. Die südliche Bahnsteigüberdachung wurde während der Bahnhofsmodernisierung 2021/22 entfernt, die nördliche blieb erhalten.

## Planungen
Sowohl die Stadt Langelsheim als auch der Regionalverband Großraum Braunschweig streben den teilweisen Neubau des Bahnhofsvorplatzes an. Schwerpunkt dieses Neubaus ist voraussichtlich die Intermodalität zum Omnibus-ÖPNV und den Individualverkehr (Fahrrad, Auto). Im Jahr 2020 wurden die Kosten hierfür auf grob 1,5 Millionen Euro geschätzt.

## Bedienung
| Linie                    | Strecke                                                                                                  | Taktfrequenz    | EVU           |
| ------------------------ | --- | --------------- | ------------- |
| RB 82                    | Göttingen – Northeim – Kreiensen – Bad Gandersheim – Seesen – Langelsheim – Goslar – Oker – Bad Harzburg | Zweistundentakt | DB Regio Nord |
| RB 82                    | Kreiensen – Bad Gandersheim – Seesen – Langelsheim – Goslar – Oker – Bad Harzburg                        | Zweistundentakt | DB Regio Nord |
| Stand: 11. Dezember 2022 | |                 |               |

Die Nordharzstrecke wird im Zweistundentakt Kreiensen–Bad Harzburg sowie im Zweistundentakt Göttingen–Bad Harzburg und zurück befahren, wobei sich daraus kein Stundentakt ergibt.

## Nächste Stationen
- Richtung Neuekrug-Hahausen: Seesen (Bhf.); zuvor: Neuekrug-Hahausen (Bhf.)
- Richtung Goslar: Goslar (Bhf.), früher Herzog Juliushütte (zu Langelsheim-Astfeld) mit Anschlussgleisen zur gleichnamigen Hütte, heute Fa. PPM Astfeld.
- Richtung Altenau: Innerstetalsperre (Hp.); zuvor: Lindthal (Hp.)
- Richtung Vienenburg Rbf.: Grauhof (Bhf.)